# Стеучень (комуна)
Стеучень, Стеучені (рум. Stăuceni) — комуна у повіті Ботошані в Румунії. До складу комуни входять такі села (дані про населення за 2002 рік):
- Вікторія (481 особа)
- Стеучень (1217 осіб)
- Сіліштя (428 осіб)
- Точилень (1140 осіб)

Комуна розташована на відстані 369 км на північ від Бухареста, 6 км на схід від Ботошань, 89 км на північний захід від Ясс.

## Населення
За даними перепису населення 2002 року у комуні проживали 3266 осіб, усі — румуни. Усі жителі комуни рідною мовою назвали румунську.
Склад населення комуни за віросповіданням:
| Релігія            | Кількість осіб | Відсоток |
| ------------------ | -------------- | -------- |
| православні        | 3170           | 97,1%    |
| п'ятдесятники      | 91             | 2,8%     |
| не вказали релігію | 4              | 0,1%     |